# Junior Eurovision Song Contest 2004

Deltagande länder

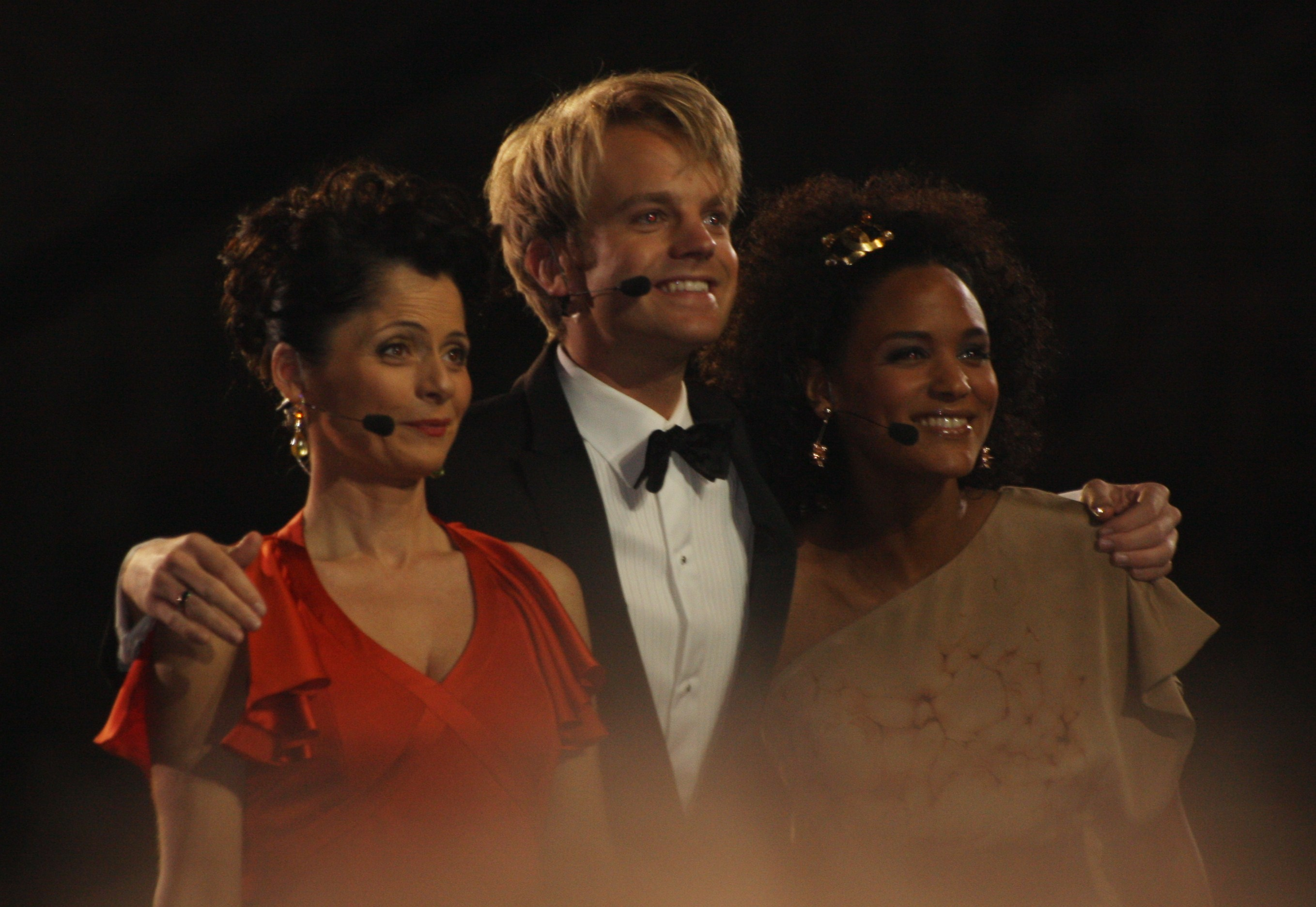
Nadia Hasnaoui, till vänster, ledde tävlingen tillsammans med Stian Barsnes Simonsen.

Junior Eurovision Song Contest 2004 var den andra upplagan av Junior Eurovision Song Contest, och ägde den 20 november 2004 Lillehammer, Norge, med Stian Barsnes Simonsen och Nadia Hasnaoui som programledare. Precis som 2003 slutade Kroatien, Spanien och Storbritannien på de tre högsta placeringarna, dock på andra slutpositioner. Tävlingen vanns av nioåriga María Isabel för Spanien med "Antes muerta que sencilla" (Hellre död än normal), medan andra och tredje plats gick till Storbritannien och Kroatien, respektive. Sedan vinsten har María Isabel klättrat på listorna inte bara i Spanien, utan också i Frankrike, Italien, Skandinavien och Latinamerika, där hennes andra album också släpptes.

## Arrangemanget

### Värdlandet
Norge var EBU:s tredjehandsval till att arrangera tävlingen då man ursprungligen tilldelat brittiska ITV rätten att arrangera tävlingen i Manchester. ITV valde dock att dra tillbaka sin post som värdnation på grund av ekonomiska svårigheter. Tävlingen flyttades därför till 2003 års vinnande land, Kroatien. HRT hade dock glömt bort att arenan som skulle ha arrangemanget redan var uppbokad under perioden den behövdes. Slutligen erbjöd sig norska NRK att arrangera tävlingen, vilket så blev fallet.

### Plats
Lillehammer är en tätort och stad i Norge, samt centralort i Lillehammers kommun i Oppland fylke. Staden stod som värd för de Olympiska vinterspelen 1994 och de Paralympiska vinterspelen 1994. Lillehammer ligger vid Norges största insjö, Mjøsa. Staden fick stadsrättigheter den 7 augusti 1827.
Håkons Hall är en sporthall i Lillehammer i Norge. Hallen byggdes inför Olympiska vinterspelen 1994, och var där den större av de två anläggningar där ishockey spelades. Hallen tar 11 500 åskådare under ishockeymatcher. Förutom OS-ishockey 1994 har även VM i ishockey 1999 och Dam-VM i handboll 1999 arrangerats i hallen. Den är även en av arenorna där EM i handboll för herrar 2008 arrangeras. När det inte är något mästerskap som arrangeras i hallen används den som ett sportcenter med två handbollsbanor sex volleybollbanor eller badmintonbanor två squashbanor och en stor klättervägg. Norges Olympiske Museum ligger också i Håkons Hall.

## Deltagande länder
18 länder ställde upp i tävlingen, varav Frankrike och Schweiz deltog för första gången. Ursprungligen skulle 20 länder ha ställt upp, men återigen valde Tyskland att dra sig ur tävlingen i sista stund. Även Israel planerade att delta, men drog sig även dem ur. Det fanns också rapporter om att Irland hade planerat att delta i tävlingen, detta blev dock heller aldrig av. Både Israel och Irland skulle senare göra debut i tävlingen, 2012 och 2015, respektive.
Detta var den sista tävlingen som Polen skulle medverka i innan sitt tillbakadragande  2005. Inte förrän 2016 skulle det polska tevebolaget TVP återvända till tävlingen.

## Resultat
| Nr | Land           | Artist                              | Bidrag                                      | Språk        | Plac. | Poäng |
| -- | -------------- | ----------------------------------- | ------------------------------------------- | ------------ | ----- | ----- |
| 01 | Grekland       | Secret Band                         | "O palios mou eaftos" (Ο παλιός μου εαυτός) | grekiska     | 9     | 48    |
| 02 | Malta          | Young Talent Team                   | "Power of a Song"                           | engelska     | 12    | 14    |
| 03 | Nederländerna  | Klaartje & Nicky                    | "Hij is een kei"                            | nederländska | 11    | 27    |
| 04 | Schweiz        | Demis Mirarchi                      | "Birichino"                                 | italienska   | 16    | 4     |
| 05 | Norge          | @lek                                | "En stjerne skal jeg bli"                   | norska       | 13    | 12    |
| 06 | Frankrike      | Thomas Pontier                      | "Si on voulait bien"                        | franska      | 6     | 78    |
| 07 | Makedonien     | Martina Siljanovska                 | "Zabava" (Забава)                           | makedonska   | 7     | 64    |
| 08 | Polen          | KWADro                              | "Łap życie"                                 | polska       | 17    | 3     |
| 09 | Cypern         | Marios Tofi                         | "Oneira" (Ονειρα)                           | grekiska     | 8     | 61    |
| 10 | Vitryssland    | Egor Volchek                        | "Spiavajcie so mnoj" (Спявайце со мной)     | vitryska     | 14    | 9     |
| 11 | Kroatien       | Nika Turković                       | "Hej mali"                                  | kroatiska    | 3     | 126   |
| 12 | Lettland       | Mārtiņš Tālbergs & C-Stones Juniors | "Balts vai melns"                           | lettiska     | 17    | 3     |
| 13 | Storbritannien | Cory Spedding                       | "The Best Is Yet to Come"                   | engelska     | 2     | 140   |
| 14 | Danmark        | Cool Kids                           | "Pigen er min"                              | danska       | 5     | 116   |
| 15 | Spanien        | María Isabel                        | "Antes muerta que sencilla"                 | spanska      | 1     | 171   |
| 16 | Sverige        | Limelights                          | "Varför jag?"                               | svenska      | 15    | 8     |
| 17 | Belgien        | Free Spirits                        | "Accroche-toi"                              | franska      | 10    | 37    |
| 18 | Rumänien       | Noni Răzvan Ene                     | "Îţi mulţumesc"                             | rumänska     | 4     | 123   |

## Poängtabeller
|   |                | Resultat |               |         |       |           |                |       |        |         |          |          |                |         |         |         |         |          |    |    |
| Σ | Grekland       | Malta    | Nederländerna | Schweiz | Norge | Frankrike | Nordmakedonien | Polen | Cypern | Belarus | Kroatien | Lettland | Storbritannien | Danmark | Spanien | Sverige | Belgien | Rumänien |    |    |
| D | Grekland       | 48       |               | 12      | 1     | 2         | 1              | 3     |        |         | 12       |          | 3              |         | 5       |         | 1       |          | 2  | 6  |
| D | Malta          | 14       |               |         | 2     |           |                |       | 3      |         |          |          |                |         | 4       | 4       |         |          |    | 1  |
| D | Nederländerna  | 27       |               | 3       |       |           | 3              | 1     | 1      |         |          | 3        | 1              | 5       |         |         | 2       | 1        | 7  |    |
| D | Schweiz        | 4        |               | 4       |       |           |                |       |        |         |          |          |                |         |         |         |         |          |    |    |
| D | Norge          | 12       |               |         |       |           |                |       |        |         |          |          |                |         |         | 7       |         | 5        |    |    |
| D | Frankrike      | 78       | 6             | 1       | 5     | 6         | 2              |       | 2      | 4       | 4        | 6        | 4              | 7       | 2       | 6       | 8       | 4        | 8  | 3  |
| D | Makedonien     | 64       |               | 6       | 6     | 5         | 5              | 4     |        | 5       | 3        |          | 8              | 3       | 3       | 5       | 3       | 3        | 3  | 2  |
| D | Polen          | 3        |               |         |       |           |                | 2     |        |         |          | 1        |                |         |         |         |         |          |    |    |
| D | Cypern         | 61       | 12            | 8       | 3     | 1         |                |       | 6      |         |          | 4        | 5              | 2       | 8       | 1       | 5       |          | 1  | 5  |
| D | Vitryssland    | 9        | 1             |         |       |           |                |       |        | 3       |          |          |                | 1       |         |         |         |          |    | 4  |
| D | Kroatien       | 126      | 4             |         | 8     | 8         | 10             | 8     | 12     | 7       | 6        | 8        |                | 8       | 12      | 8       | 6       | 8        | 6  | 7  |
| D | Lettland       | 3        | 2             |         |       |           |                |       |        | 1       |          |          |                |         |         |         |         |          |    |    |
| D | Storbritannien | 140      | 5             | 10      | 12    | 7         | 6              | 6     | 5      | 10      | 5        | 10       | 7              | 10      |         | 10      | 10      | 7        | 10 | 10 |
| D | Danmark        | 116      | 7             | 5       | 7     | 3         | 12             | 5     | 8      | 8       | 7        | 5        | 6              | 4       | 10      |         | 7       | 10       | 4  | 8  |
| D | Spanien        | 171      | 10            | 7       | 10    | 12        | 8              | 12    | 10     | 12      | 10       | 7        | 12             | 6       | 7       | 12      |         | 12       | 12 | 12 |
| D | Sverige        | 8        |               |         |       |           | 4              |       |        |         | 1        |          |                |         |         | 3       |         |          |    |    |
| D | Belgien        | 37       | 3             |         | 4     | 4         |                | 7     | 4      | 2       | 2        | 2        | 2              |         | 1       |         | 4       | 2        |    |    |
| D | Rumänien       | 123      | 8             | 2       |       | 10        | 7              | 10    | 7      | 6       | 8        | 12       | 10             | 12      | 6       | 2       | 12      | 6        | 5  |    |

### 12 poäng
Nedan listas antalet tolvor ett land fick av andra länder:
| Nr | Mottagande land | Röstande land                                                            |
| -- | --------------- | ------------------------------------------------------------------------ |
| 8  | Spanien         | Belgien, Danmark, Frankrike, Kroatien, Polen, Rumänien, Schweiz, Sverige |
| 3  | Rumänien        | Lettland, Spanien, Vitryssland                                           |
| 2  | Grekland        | Cypern, Malta                                                            |
| 2  | Kroatien        | Makedonien, Storbritannien                                               |
| 1  | Cypern          | Grekland                                                                 |
| 1  | Danmark         | Norge                                                                    |
| 1  | Storbritannien  | Nederländerna                                                            |

## Kommentatorer
- Belgien - Ilse Van Hoecke & Marcel Vanthilt (VRT TV1), Jean-Louis Lahaye (La Deux)
- Frankrike - Elsa Fayer & Bruno Berberes (France 3)
- Makedonien - Milanka Rašik (MTV 1)
- Nederländerna - Angela Groothuizen (Nederland 1)
- Rumänien - Leonard Miron (TVR1)
- Schweiz - Roman Kilchsperger (SF2), Marie-Thérèse Porchet (TSR 2), Claudio Lazzarino & Daniele Rauseo (TSI 1)
- Spanien - Fernando Argenta (TVE1)
- Storbritannien - Matt Brown (ITV2)[7]
- Sverige - Pekka Heino (SVT1)
- USA - Ana María Canseco (Telefutura)

## Album
Junior Eurovision Song Contest 2004: Lillehammer-Norway, är ett samlingsalbum ihopsatt av Europeiska radio- och TV-unionen och gavs ut i november 2004. Albumet innehåller alla låtar från 2004 års tävling.
| Nr           | Titel                     | Artist                                         | Längd |
| ------------ | ------------------------- | ---------------------------------------------- | ----- |
| 1.           | O palios mou eaftos       | Secret Band (Grekland)                         | 2:42  |
| 2.           | Power of a Song           | Young Talent Team (Malta)                      | 2:36  |
| 3.           | Hij is een kei            | Klaartje & Nicky (Nederländerna)               | 2:45  |
| 4.           | Birichino                 | Demis Mirarchi (Schweiz)                       | 2:45  |
| 5.           | En stjerne skal jeg bli   | @lek (Norge)                                   | 2:46  |
| 6.           | Si on voulait bien        | Thomas Pontier (Frankrike)                     | 2:33  |
| 7.           | Zabava                    | Martina Smiljanovska (Makedonien)              | 2:44  |
| 8.           | Łap życie                 | KWADro (Polen)                                 | 2:42  |
| 9.           | Oneira                    | Marios Tofi (Cypern)                           | 2:40  |
| 10.          | Spiavajcie so mnoj        | Egor Volchek (Vitryssland)                     | 2:39  |
| 11.          | Hej mali                  | Nika Turković (Kroatien)                       | 2:42  |
| 12.          | Balts vai melns           | Mārtiņš Tālbergs & C-Stones Juniors (Lettland) | 2:45  |
| 13.          | The Best Is Yet to Come   | Cory Spedding (Storbritannien)                 | 2:39  |
| 14.          | Pigen er min              | Cool Kids (Danmark)                            | 2:47  |
| 15.          | Antes muerta que sencilla | María Isabel (Spanien)                         | 2:32  |
| 16.          | Varför jag?               | Limelights (Sverige)                           | 2:47  |
| 17.          | Accroche-toi              | Free Spirits (Belgien)                         | 2:45  |
| 18.          | Îţi mulţumesc             | Noni Răzvan Ene (Rumänien)                     | 2:42  |
| Total längd: | Total längd:              | Total längd:                                   | 48:31 |